# Flottille

Flottillenstander der Deutschen Marine

Unter einer Flottille versteht man einen militärischen Marineverband aus mehreren Kriegsschiffen oder Booten. Der Begriff ist eine Verkleinerungsform des Wortes Flotte.

## Militär
Flottillen sind Marineverbände, die aus mehreren Kriegsschiffen oder kleineren Booten bestehen. In einigen Marinen ist Flottille ein allgemeiner Name für Untergliederungen einer Flotte und kann auch einen nicht aus Schiffen bestehenden Verband bezeichnen wie z. B. die Flottille der Marineflieger in Deutschland oder die Kampfschwimmereinheit Schajetet 13 (deutsch Flottille 13) der israelischen Marine. Er wird häufig auch für kleinere Marineverbände auf Binnengewässern und auf Flüssen verwendet.

### Deutschland

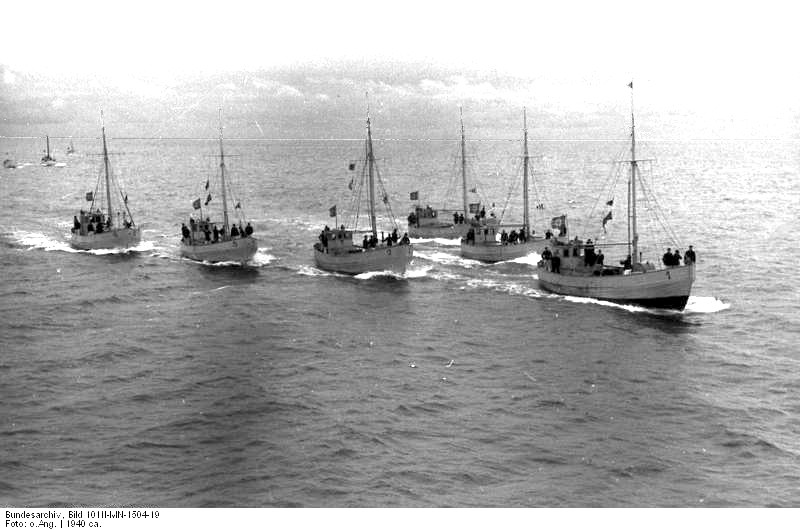
Hafenschutzflottille der Kriegsmarine im Zweiten Weltkrieg, bestehend aus requirierten Fischerbooten

In Deutschland wurde bis Ende des Zweiten Weltkriegs ein Verband aus kleinen Booten wie etwa Schnellbooten, Minensuchbooten oder U-Booten als Flottille bezeichnet. Diese bestanden häufig aus zwei Halbflottillen. In der Kaiserlichen Marine umfasste beispielsweise eine Torpedobootsflottille nach 1906 zwölf Boote: bestehend aus einem Flottillenführerboot, je zwei Halbflottillen zu vier Booten und einem Halb-Flottillenführerboot und einem Boot als Materialreserve.
Im Zweiten Weltkrieg wurden zur Sicherung der Häfen kleine zivile Fahrzeuge von der Kriegsmarine in Hafenschutzflottillen zusammengefasst. Diese Flottillen bestanden meist aus leichtbewaffneten ehemaligen Fischerbooten (Kriegsfischkutter), welche nur bedingt seetauglich waren. Der Chef einer Hafenschutzflottille hatte meist den Dienstgrad eines Kapitänleutnants oder Korvettenkapitäns.
In der Bundesmarine wurde die Bezeichnung zunächst nicht gebraucht und erst in den 1960er Jahren wieder eingeführt. In Anlehnung an den Gebrauch bei den NATO-Verbündeten bezeichnet eine Flottille seitdem einen größeren Verband aus mehreren Geschwadern gleichartiger Schiffe oder Boote, der auch als Typverband bezeichnet wurde. Außerdem gab es nicht-schwimmende Flottillen, wie die Flottille der Marineflieger. Jetzt verfügt die Deutsche Marine über zwei Einsatzflottillen, von denen eine an der Nordsee und die andere an der Ostsee stationiert ist:
- Einsatzflottille 1 (EinsFltl 1) in Kiel
- Einsatzflottille 2 (EinsFltl 2) in Wilhelmshaven

Sie werden als Großverbände im Rang einer Brigade jeweils von einem Offizier im Dienstgrad eines Flottillenadmirals geführt, während der dritte Großverband, das Marinefliegerkommando, von einem Kapitän zur See geführt wird.
Die Flottillen der deutschen Kolonien bis 1918 umfassten die Gesamtheit der fiskalischen Schiffsfahrzeuge und die zugehörigen Betriebe. Zur Flottille von Deutsch-Ostafrika zählte etwa auch das Schwimmdock im Hafen Daressalam.

### Volksmarine der DDR
Auch die Volksmarine der DDR gliederte sich in drei Flottillen, die in ihrer Größe etwa den Flottillen der Bundesmarine entsprachen, jedoch unterschiedlich aufgebaut waren.
- 1. Flottille in Peenemünde,
- 4. Flottille in Rostock-Warnemünde,
- 6. Flottille auf Bug bei Dranske auf Rügen.

Die Grundgliederung in drei Flottillen hatte über die meiste Zeit des Bestehens der Volksmarine Gültigkeit. In den Anfangsjahren gab es drei weitere Flottillen.

### Österreich
Historisch gesehen war die Donauflottille Teil der Österreichischen Marine. Aufgabe war die militärische Kontrolle der Donau, des Hauptstroms des österreichischen Kaiserreichs, und deren schiffbarer Nebenflüsse. Ihre Hauptaufgabe war der Kampf gegen die Türken. Eine ebenfalls wichtige Aufgabe war der Schutz des auf der Donau transportierten Nachschubs für die Armee. Hauptstützpunkt der Donauflottille war das Kaiserliche Arsenal in Wien.
Nach 1918 war Österreich ein Binnenland, das über keine Kriegsmarine mehr verfügte. Auf den später für das Bundesheer der Ersten Republik angeschafften Booten versahen Pioniere des Bundesheers ihren Dienst. Die beim Anschluss Österreichs vom Bundesheer übernommene Donauflottille war bis Kriegsende 1945 der Kriegsmarine unterstellt.
Die Oberst Brecht wurde nach dem Krieg 1958 in Dienst gestellt. Die Niederösterreich wurde 1970 als zweites Boot einer geplanten Flottille des Bundesheeres auf der Donau in Dienst gestellt. Wieder versahen Pioniere des Bundesheers ihren Dienst. Die beiden leicht bewaffneten Patrouillenboote des Bundesheers stellten mit dem Einholen der Flagge am 1. August 2006 ihren Dienst im November 2006 endgültig ein.

### Frankreich
Die 1870 aufgestellten Flottillen der Forces maritimes du Rhin wurden 1966 aufgelöst. Die Flottille du Lac de Constance („Bodensee-Flottille“) war ein kleiner Verband der französischen Marine auf dem Bodensee in der französischen Besatzungszone von 1945–1948.

### Rumänien
In der Rumänischen Marine besteht das „Flussflottillenkommando Mihail Kogălniceanu“.

### Russland bzw. Sowjetunion
1722 wurde die Kaspische Flottille aufgestellt, die ab 1797 mit Gardkote-Booten ihr Operationsgebiet auch auf die Wolga erweiterte. Später kamen die Dnepr- und Amur-Flottille hinzu, im Zweiten Weltkrieg auch eine Flottille der Roten Flotte auf der Donau. Die Sowjetmarine testete bzw. verwendete bei der Kaspischen Flottille auch die Bodeneffektfahrzeuge KM (Ekranoplan) und A-90 Orljonok. 2015 wurden von Schiffen der Kaspischen Flottille im Rahmen der russischen Intervention im syrischen Bürgerkrieg mehrere Marschflugkörper abgefeuert.  Auch im Russisch-Ukrainischen Krieg wurde die Ukraine nach Angaben aus Kiew zufolge vom Kaspischen Meer aus mit Raketen beschossen.

## Sonstiges
Der Begriff Flottille wird gelegentlich auch im Segelsport verwendet. So werden beispielsweise gemeinsame Segeltouren mehrerer Boote als Flottillensegeln bezeichnet.